# Палац Націй
Палац Націй (фр. Palais des Nations) — комплекс будівель, побудований в період між 1929 і 1938 роками, в парку Аріана у Женеві. З 1936 по 1946 рік був штаб-квартирою Ліги Націй. З 1946 року у ньому розміщуються установи ООН.

## Будівництво
Рішення про будівництво Палацу було прийнято у 1926 році, був оголошений конкурс проектів. Надійшло 377 проектів, комісія відібрала 5 найкращих і запропонувала архітекторам розробити новий, спільний. Проект Палацу створили п'ять архітекторів з різних країн: Карло Броггі (Італія), Анрі-Поль Нено і Камій Лефевр (Франція), Юліан Флегенхаймер (Швейцарія), Йожеф Ваго (Угорщина). Будівництво розпочалося у 1929 році.
У 1933 році у Палац перебралися співробітники секретаріату, в 1936 році будівництво було завершене, майже всі співробітники переїхали до Палацу. У 1938 році в оформлення його  брав участь французький художник Кер-Ксав'є Кер-Ксав'є. У цьому ж році будівництво та оформлення палацу було завершене повністю.
У будівництві Палацу використовувалися матеріали країн-учасників Ліги Націй. Була закладена капсула з установчими документами та монетами всіх країн.
Після того як Палац перейшов до ООН, біля нього були збудовані ще декілька будинків, зокрема для ВООЗ. Загальна довжина палацового комплексу досягла 600 м. За територією він співрозмірний з Версальським палацом.
.

## Опис ансамблю

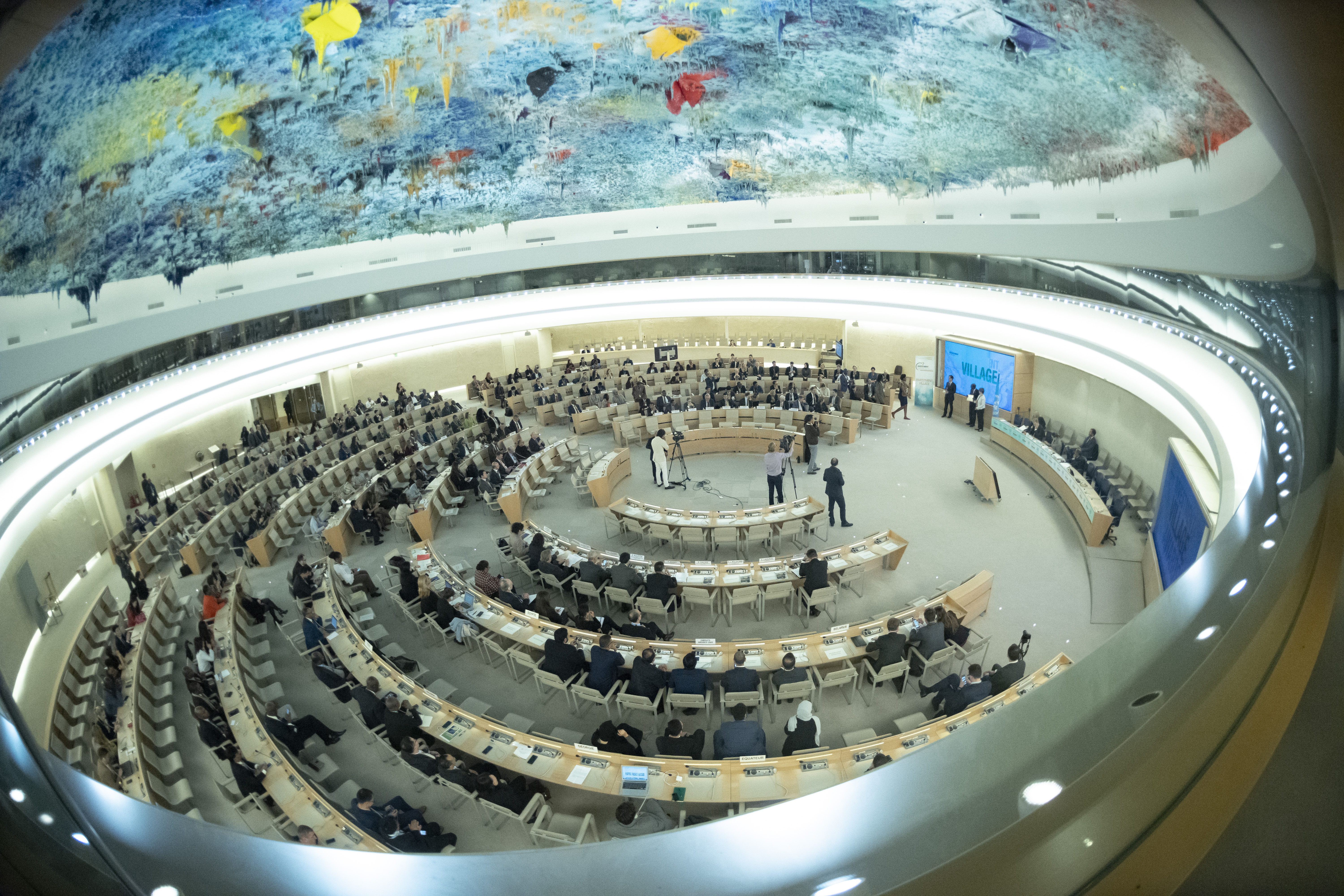
Зал прав людини і Альянсу цивілізацій

Як сам Палац Націй, так і побудовані пізніше будівлю ансамблю виконанні, в стилі неокласицизму. Будинки величні, але без зайвої помпезності. Споруди постійно ремонтуються, стало традицією, що країни-члени ООН оплачують ремонт, дарують предмети мистецтва. Колекція творів скульпторів, ювелірів, художників та інших майстрів нараховує понад 2 000 робіт.
У комплексі розташовано 34 конференц-залів для засідань і 2 800 робочих кабінетів. Перший і третій поверх комплексу наскрізні, їхніми коридорами можна пройти від краю до краю.
У 2008 році був відкритий Зал прав людини і Альянсу цивілізацій загальною площею 1,5 тисячі кв.м. У його оформленні брав участь каталонський художник Мігель Барсело.
Біля Палацу встановлені скульптури. Найвідомішими є «Зламаний стілець» у вигляді стільця із зламаною однією ніжкою, яка символізує важливість накладення заборони на застосування протипіхотних мін, через які постійно в світі люди втрачають нижні кінцівки. Іншою скульптурою є гармата з зав'язаним дулом — символ антивоєнної політики ООН.

## Використання
У Палаці Націй розташовується багато установ ООН, зокрема:
- європейське відділення ООН, найважливіша резиденція ООН, після Нью-Йорка;
- офіси регіональних відділень МАГАТЕ, ЮНКТАД, ЮНЕСКО, УКГП ООН;
- відділення ООН з промислового розвитку;
- відділення сільськогосподарської та продовольчої організації ООН (ФАО).

Щорічно європейське відділення проводить понад 8 тисяч засідань і близько 600 великих конференцій світового значення. При відсутності офіційних заходів зали Палацу відкриті для відвідувачів туристів. За рік Палац приймає 100 тисяч туристів. Також відбуваються концерти, виставки та інші великі культурні заходи.
Екскурсії, тривалість яких дві з половиною години, проводяться на більш ніж 15 мовах. Для туристів доступні для огляду конференц-зали, важливі документи ООН. Також можуть ознайомитися з найбільшими досягненнях в галузі науки, охорони здоров'я і в сфері підтримки миру на всій планеті.
Півтори тисячі швейцарців працюють у різних структурах, що знаходяться у будинках комплексу.